# Glacier de la Munia
Le glacier de la Munia est un glacier des Pyrénées situé dans le massif de la Munia, au cœur du cirque de Troumouse, dans le département des Hautes-Pyrénées en région Occitanie.

## Géographie
Le glacier de la Munia est un glacier suspendu situé dans la face nord-est du pic de la Munia. Le glacier est observable depuis le hameau de Héas mais du fait de son isolement, il a été peu étudié. Ses eux de fonte alimentent le gave d'Héas.

## Histoire
À la fin du petit âge glaciaire vers 1850, le glacier de la Munia mesurait 0,10 km2 et s'étalait sur 500 mètres de longueur. À cette époque il atteignait la limite du gradin sur lequel il est perché, et vêlait des séracs en contrebas.
Le glacier a suivi le mouvement de décrue des autres glaciers pyrénéens, mais étant donné sa situation géographique particulière, il a plus évolué en épaisseur qu'en superficie.
En 2000, le glacier comptait 0,045 km2 et des crevasses de 20 mètres de profondeur y étaient observables.
En 2020, le glacier s'étend sur 250 mètres de longueur, possède une superficie de 0,035 km2. 
À l'image du glacier de Pailla Ouest et du glacier d'Arcouzan, le glacier de la Munia résiste mieux que d'autres au réchauffement climatique pour l'instant, grâce à son environnement encaissé. Il possède des cavités sous-glaciaires au niveau de son front, et exhibe encore de nombreuses crevasses, dont la profondeur atteint 10 mètres.